# Frédérick Leboyer
Frédérick Leboyer (Párizs, 1918. november 1. – Wallis kanton, Svájc, 2017. május 25.) francia szülész-nőgyógyász és író.

## Tevékenysége
Leboyer a Párizsi Egyetem orvosi karán diplomázott. Több ezer szülés levezetése után írta első könyveit; ő az egyik legelső szószólója az újszülöttek jogainak.
Leghíresebb könyve 1974-ben franciául jelent meg, “A gyöngéd születés” címmel, mely a szelíd szülési technikákat népszerűsíti, például az újszülött csecsemők meleg vízben fürdetését, melyet Leboyer-fürdetésnek hívnak, és amely a méhből a külvilágba érkezés átmenetét hivatott segíteni. 

Leboyer szüléseknél a szűrt fény használata és az alacsony zajszint mellett is érvel, hogy a világrajövés nehézségeit megkönnyítse [Reynolds, Concise Encyclopedia of Special Education, 138], továbbá javasolja, hogy az újszülöttet egyből helyezzék az anya hasára, hogy a korai kötődést megélhessék. Ennek szerinte meg kell előznie a gyermek orvosi vizsgálatát.
Leboyer-t a közvélemény gyakran a vízben szülés népszerűsítőjének gondolja, tévesen. 

Michel Odent - Leboyer tanítványa - az, aki a kórházi szüléseknél bevezette a kádat, mint eszközt, amellyel a deréktáji fájások intenzitása csökkenthető. Ennek köszönhetően vélik sokan, hogy a vízben szülést Leboyer is támogatja. Odent állítja, hogy ha a szülő nő több mint két órát tartózkodik a vízben, az lassíthatja a vajúdást. Odent hatásos módszert dolgozott ki a deréktáji fájdalom csökkentésére. A fájdalom kapu-kontroll elméletére alapozva Odent steril vizet fecskendezett közvetlenül a bőr alá a derék táján, ez a módszer helyi fájdalomérzetet produkált, de egyúttal csökkentette az erősebb és szétterjedtebb fájdalomérzetet amit a szülő nők vajúdás közben éreztek. Ez egy egyszerű és nem gyógyszeres fájdalomcsillapítási technika; ehhez hasonlóan Odent a vízben szülést, illetve a vízben vajúdást is egy egyszerű és nem gyógyszeres fájdalomcsillapítási technikának tekinti. Számos forrás, tévesen, azt tulajdonítja Odent-nek, hogy a vízben szülést kifejezetten ajánlja. Odent állítja, hogy a vízben szülés egy lehetséges módszer, de nem ajánl egyetemesen egyetlen konkrét módszert sem. 

Maga Leboyer a vízben szülést ellenzi.

## Magánélete
Saját születése traumatikus volt, fogóval segítették világra, és érzéstelenítők híján az anyját lefogták szülés közben. Leboyer saját érdeklődését a szülések iránt ennek az élménynek tulajdonítja. 

Gyermeke nincs.

## Könyvei franciául
2012 : Les heures et les jours

2011 : De la sérénité : Ananda-Amrita (en collaboration avec Svämi Prajnänpad, Colette Roumanoff et Daniel Roumanoff)

2007 : Célébrer la naissance

2006 : Les Aphorismes : Svämi Prajnänpad pris au mot (en collaboration avec Svämi Prajnänpad)

1997 : Pâques, noces de sang

1996 : Si l'enfantement m'était conté

1991 : Portrait d'un homme remarquable - Svämi Prajnänpad

1988 : De choses et d'autres

1983 : L'art du souffle

1982 : Le Sacre de la naissance

1979 : D'amour ou de raison

1978 : Cette lumière d'où vient l'enfant

1976 : Shantala - Un art traditionnel - Le massage des enfants

1974 : Pour une naissance sans violence

## Könyvei magyarul
- A gyöngéd születés; ford. Szentes Róbert; T-Twins, Bp., 1994
- Shantala. Egy tradicionális módszer. Gyermekmasszázs; ford. Békési Béla; Cartaphilus, Bp., 2001
- Szülés gyöngéden; ford. Tóth Krisztina; Cartaphilus, Bp., 2002
- A gyöngéd születés (Pour une naissance sans violence) (1974); ford. Szentes Róbert; 5. jav. kiad.; Katalizátor, Bp., 2008, ISBN 9789638778352.
- Szülés gyöngéden; Katalizátor Könyvkiadó, 2008, ISBN 9789638778369.
- Vanitá. Jóga várandósoknak (Cette lumière d'où vient l'enfant) (1978); ford. Szentes Róbert; Katalizátor Könyvkiadó, 2008, ISBN 9789638778321.
- Shantala. Egy tradicionális módszer. Gyermekmasszázs (Shantala - Un art traditionnel - Le massage des enfants) (1976); ford. Békési Béla; 3. jav. kiad.; Katalizátor, Bp., 2010, ISBN 9789638859921

## Fordítás
- Ez a szócikk részben vagy egészben  a   Frederick Leboyer című angol Wikipédia-szócikk fordításán alapul.  Az eredeti cikk szerkesztőit annak laptörténete sorolja fel. Ez a jelzés csupán a megfogalmazás eredetét és a szerzői jogokat jelzi, nem szolgál a cikkben szereplő információk forrásmegjelöléseként.